# Bernhard Iversen
Bernhard Iversen (* 26. Januar 1881 in Munkbrarup; † 12. Februar 1947 in Schleswig) war ein deutscher Musikpädagoge. Er war Professor an der Hochschule für Lehrerbildung Kiel.
Nach Präparandenanstalt und Volksschullehrerseminar war Iversen von 1908 bis 1926 Seminarlehrer für Musik in Rendsburg. Dann wurde er als Dozent und Professor (1927) für Musikerziehung an die neue Pädagogische Akademie Kiel berufen, die 1933 bis 1941 eine Hochschule für Lehrerbildung war. 1933 trat er in die SA und in den NS-Lehrerbund ein, in dem er Gausachbearbeiter für Musik wurde. Im November 1933 unterzeichnete er das Bekenntnis der Professoren an den deutschen Universitäten und Hochschulen zu Adolf Hitler. Auch wurde er der Schriftleiter für Musische Erziehung der NS-Lehrerbund-Zeitschrift „Kunst und Jugend“. Nachdem ein erster Beitritt zur NSDAP 1933 nicht rechtskräftig wurde, trat er der Partei zum 1. Mai 1937 bei (Mitgliedsnummer 3.959.649). Nach 1939 lehrte er zuerst in Hamburg, dann bis 1943 an der Lehrerbildungsanstalt Hannover. Zurück in Kiel arbeitete er in der Bildungsverwaltung und hielt noch 1944 den Reichslehrgang für Musik in Lunden ab. Von den Briten entlassen, starb er 1947 an den Folgen einer Operation. Iversen gab mehrere Liederbücher für die Volksschule heraus.